# Magalie Vaé
Pour les articles homonymes, voir Bonneau.
Magalie Vaé, de son vrai nom Magalie Bonneau, née le 6 janvier 1987 à Gonesse (Val-d'Oise), est une chanteuse française. En 2005, elle est la gagnante de l'émission musicale Star Academy 5 diffusée sur TF1.
En parallèle de sa carrière de chanteuse, elle est apparue dans plusieurs productions filmiques telles que : Confession d’une nuit rouge (2014), Ne M’oublie pas (2022) et Taserman (2024), ainsi que dans les séries télévisées : Dreams : 1 Rêve 2 Vies (2014) et Les Mystères de l'amour (2023).

## Biographie
Magalie Vaé passe son enfance à Gonesse jusqu'à ses 14 ans, puis ses parents s'installent dans la ville limitrophe du Thillay jusqu'à ses 18 ans. Elle part vivre ensuite à Drancy en Seine-Saint-Denis. Alors qu'elle était lycéenne en 1re SMS, Magalie Vaé participe et gagne la cinquième saison de Star Academy sur TF1 devant 11 400 000 téléspectateurs, remportant par la même occasion un chèque d'un million d'euros. Après l'émission, elle sort son premier album studio réalisé par Rick Allison le 3 avril 2006. Composé de 13 titres, il comprend deux reprises dont Dis oui de Mélanie Cohl. L'album se vend à 33 000 exemplaires et se classe 13e du top albums français.
Le premier extrait de l'album est le titre reprise de Ginette Reno sorti le 6 mars 2006. Il s'écoule à 90 000 exemplaires. Le single se classe 5e du top singles. Le second single Qui a mérité ça sort en décembre 2006 et s'écoule à 25 000 exemplaires.
En 2009, elle déclare ne pas pouvoir sortir son deuxième album, car Universal Music n'aurait pas souhaité lui rendre son contrat.
En 2010, elle signe chez Midlands Artistic et le label Natsis Music. Son deuxième album studio est alors prévu pour fin 2011. Le premier extrait est le titre L'homme shampooing, sorti le 6 janvier 2011. Le single est accompagné d'un titre inédit La crapouille, écrit par Magalie Vaé. Le clip tourné à Paris du 13 au 15 novembre 2010 est mis en ligne le 6 janvier 2011,.
Le 13 mai 2011, elle annonce dans le magazine Public être enceinte de 4 mois de son premier enfant, attendu pour octobre 2011. Sa fille Elia est née le 3 novembre 2011.
Le deuxième extrait de son deuxième album est le titre La Nausée, titre dans lequel elle parle de son désir de maternité, un extrait est dévoilé le 10 mai 2011. Dans son interview à Public, où elle annonce être enceinte, elle précise que ce titre a été écrit bien avant la découverte de sa grossesse. Le single est disponible depuis la fin du mois de mai 2011 sur les plateformes de téléchargement légales.

### Métamorphoseet comédienne (2014)
Magalie Vaé fait ses premiers pas de comédienne dans la série Dreams : 1 Rêve 2 Vies. Le tournage de ce feuilleton, produit par JLA, a eu lieu durant l'automne 2012 sur l’île de Saint-Martin, aux Antilles,.
Le 30 janvier 2014, Magalie Vaé sort le single Chercheur d'or extrait de son album Métamorphose, paru le 19 février (uniquement en téléchargement). Dès le 1er jour, son album se classe 81e du classement général iTunes et 12e du classement iTunes variété française.
En janvier 2015, elle sort un nouveau single issu de son album Métamorphose : La Fièvre acheteuse.
En mars 2022, elle est à l'affiche du film Ne m'oublie pas de Matthieu Grillon. Elle est également présente sur l'opus En Duo du chanteur Frédéric François.
Le 18 avril 2023, elle publie le single Devenir Fou, issu de son ep MV. Le 5 novembre 2023, elle rejoint le casting de la série télévisée Les Mystères de l'amour.
En avril 2024, elle est à l’affiche du long-métrage Taserman de et avec Matthieu Grillon, aux côtés de Capucine Anav, Michel Mothmora, JB Tatoo, Clarisse Millet et Rémy Robert,.

### Activités auprès d'associations
Magalie Vaé a été marraine de l'association « Cœur des Anges », qui offrait à des enfants malades, à pronostic réservé, des rencontres avec des artistes ou des sportifs.
Depuis juin 2014, elle a été également marraine de l'association « Tout Alzheimer », ayant elle-même eu des proches touchés par cette maladie.

## Discographie

### Albums
- 2006 : Magalie Vaé
- 2014 : Métamorphose
- 2023 : MV

### Singles
- 2006 : Je ne suis qu'une chanson
- 2006 : Qui a mérité ça ?
- 2006 : Plus tard
- 2011 : L'homme shampooing
- 2011 : La Nausée
- 2014 : Chercheur d'or
- 2015 : Nos histoires (Feat Nicolas Reyno )
- 2015 : La Fièvre acheteuse
- 2019 : Tu es mon autre (Feat avec Tihyad )
- 2020 : Des pleurs
- 2021 : Sous le vent (Feat avec Tihyad)
- 2021 : Le monde est stone
- 2022 : Pour toi (Feat Frédéric François)
- 2023 : Devenir Fou
- 2024 : Est ce que tu m'aimerais si
- 2025 : Pour les rêves

## Filmographie

### Cinéma
- 2022 : Ne m'oublie pas : Laura
- 2024 : Taserman : Nadège

### Télévision

#### Séries télévisées
- 2014 : Dreams : 1 Rêve 2 Vies : Violette
- 2024 : Les Mystères de l'amour : Angela